# Pedro Briceño Méndez
Pedro Briceño Méndez (Barinas, c. 1792 - Willemstad, Curazao, 5 de diciembre de 1835) fue un abogado, militar y político venezolano, considerado como uno de los prócer de la independencia de Latinoamérica.
Briceño fue un destacado oficial del ejército realista, participando con su padre y hermanos en las guerras de independencia de Suramérica. Acabada la guerra, fue nombrado Secretario de Guerra y Marina por Simón Bolívar, siendo considerado el primer ministro de defensa de la historia de Colombia, Venezuela, Panamá y Ecuador. 

## Biografía

### Primeros años y formación
Pedro Briceño Méndez nació en Barinas, Capitanía General de Venezuela, en 1792, en el seno de una familia acomodada de militares de la región.
Estudió cánones y Leyes en la Universidad de Mérida donde obtuvo el título de Bachiller en Artes, también hizo estudios en la Universidad de Caracas hasta graduarse el 28 de octubre de 1811 en Derecho Civil. En 1812 regresó a su ciudad natal y allí ejerció funciones de oficial mayor de secretaría de la legislatura provincial y disuelta esta, trabajó como secretario del comandante de armas de la provincia, su propio padre.

### Carrera militar

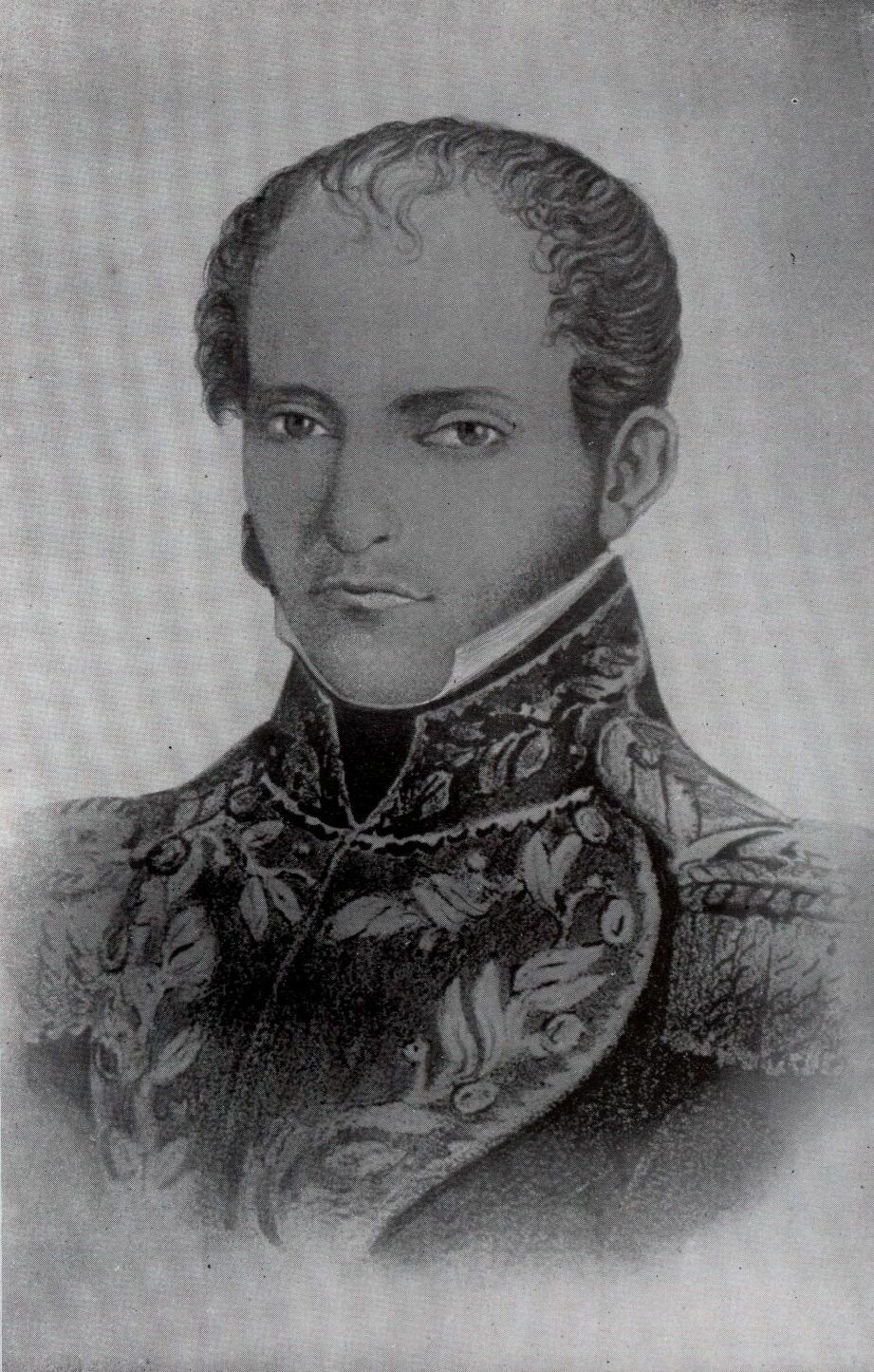
Extrato de una imagen xilográfica del general Briceño.

Luego de la caída de la Primera República en 1812, emigró a la Nueva Granada con su padre y hermanos. Cuando tuvo conocimientos de la victoria del coronel Simón Bolívar en Cúcuta, el 28 de febrero de 1813, contra las fuerzas realistas del coronel Ramón Correa, se alistó en las filas patriotas y Bolívar lo nombra su secretario y con esa envestidura hizo la exitosa Campaña Admirable que concluye con la toma de Caracas, en agosto de ese año, acompañó a Bolívar en las operaciones subsiguientes.
A comienzos de 1814, obtuvo licencia para trasladarse a Barinas; pero no llega a su destino porque al pasar por la ciudad de San Carlos tuvo que detenerse debido al asedio que en aquellos momentos mantenía la División que mandaba el brigadier José Ceballos contra la defensa que regía el general Rafael Urdaneta, (21-17 de marzo) participó también bajo las órdenes de Urdaneta, en la defensa de Valencia, contra el sitio impuesto por Ceballos (28 de marzo-2 de abril). 

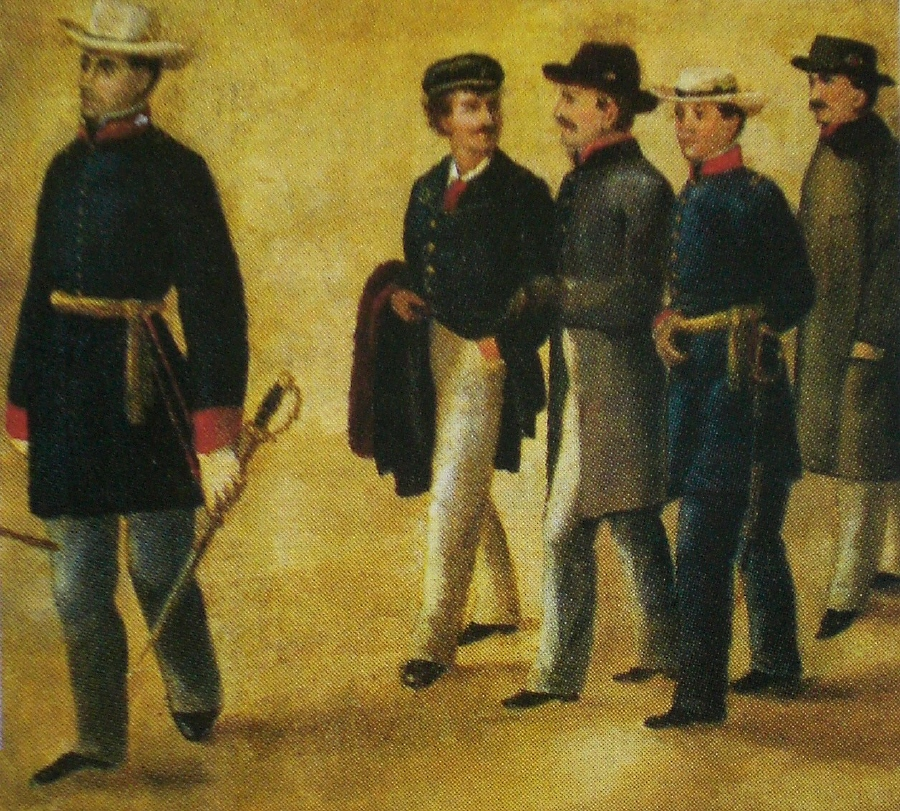
Carlos Soublette, Briceño, Zea, Mac Gregor y Brión en Ocumare de la Costa.

De Valencia siguió con Bolívar y estuvo en la emigración a Oriente. Desde entonces, participó en las sucesivas campañas. Poco antes de la Expedición de Los Cayos fue nombrado secretario de guerra por Simón Bolívar.
En 1817, ya coronel, fue nombrado secretario de Estado y Relaciones Exteriores. Briceño Méndez fue también secretario de Guerra y Marina (1820-1825), y como tal participó en la batalla de Carabobo (24 de junio de 1821). En 1823 ascendió a general de brigada, y asistió en 1826 a las sesiones del Congreso de Panamá. Con motivo de la Revolución de las Reformas (1835), estuvo exiliado en Curazao, donde falleció el 5 de diciembre de 1835.
Briceño Méndez en vida tuvo grandes dotes de gobierno, Caracciolo Parra Pérez sostenía que si no hubiera fallecido tan abruptamente hubiera sido un destacado jefe de Estado ː

"«En cuanto al general Briceño Méndez, aliado de Mariño, no su partidario y de quien Lander y otros hablaban desfavorablemente, era, como se sabe hombre de la especie de Soublette o de Santander, es decir, muy apto para los menesteres de la política y de la administración y quien sin duda alguna habría sido un excelente presidente de la República. Secretario del Libertador, jefe del estado mayor, ministro de la Guerra cuando estos cargos requerían el ejercicio de actividades que todo lo abarcaban. Briceño Méndez poseía una experiencia de los asuntos públicos y verdadera vocación para éstos, de que por desgracia carecería el doctor Vargas, sabio que, llegado como hubo a la posición a que se le elevó contra su querer, no tendrá otro deseo sino abandonarla lo más pronto posible»."

### Secretario de Guerra (1821-1825)
El 7 de septiembre de 1821, mediante decreto el presidente Simón Bolívar creó la Secretaría de Guerra y Marina, que en teoría estaba separando al ejército de la armada, pero que operaban conjuntamente. El 14 de octubre de 1821, el presidente Bolívar lo nombró como primer secretario de Guerra de la Nueva Granada (equivalente al actual ministro de defensa de Colombia), ocupando el cargo hasta el 2 de marzo de 1825. Briceño fue sucedido por Pedro Gual Escandón como encargado, y luego por su coterráneo Carlos Soublette.

## Familia

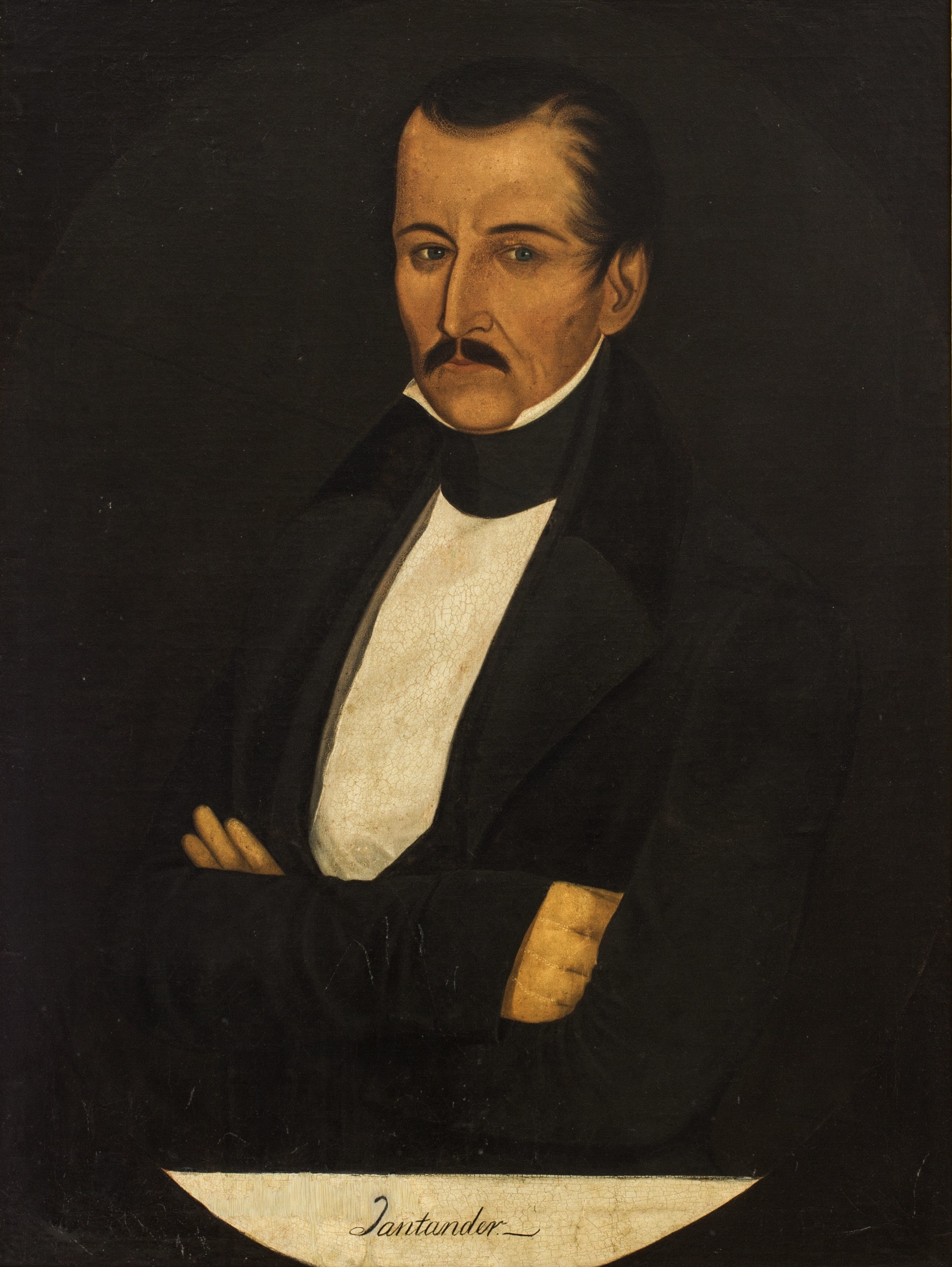
El expresidente Santander era uno de sus concuñados.

Pedro era hijo del militar venezolano Pedro Briceño Pumar, participante activo de la guerra de independencia en Venezuela, y de su esposa Manuela Méndez, quien era hermana del sacerdote católico Ramón Ignacio Méndez de la Barta, arzobispo de Caracas entre 1828 y 1830. Los hermanos Méndez eran hijos a su vez del militar Diego Méndez Traspuesto y de Gertrudis de la Barta y Fernández de Toro.

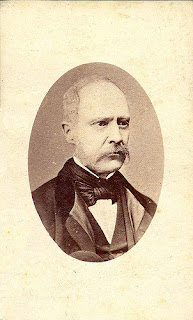
Uno de sus primos, Justo Briceño.

Los Briceño Méndez también eran padres de una numerosa proleː Juana, Ignacio, Mercedes, Juan Nepomuceno, Nicolás, Cosme, Nicolasa, José María, José e Ignacia Briceño Méndez, siendo Pedro el noveno de once hijos.. Uno de sus primos era el militar Justo Briceño Otálora.
Sus hermanos tuvieron matrimonios influyentesː Su hermana Juana se unió a José Cristóbal Hurtado de Mendoza y Montilla en 1795; Mercedes con un pariente llamado Manuel Antonio Pulido Briceño en 1798; Juan Nepomuceno con Josefa Camejo Garcés en 1815. Nicolasa se casó con José Francisco de Villafañe y Calleja en 1808; José María con Josefa Dolores de Santander y Omaña en Bogotá, el 19 de julio de 1820; Josefa era la hermana de Francisco de Paula Santander quien fue padrino de la boda junto con su pareja de la época, Nicolasa Ibáñez.
Su hermano, el coronel José María Briceño Méndez, un veterano oficial fue herido en combate. Otro hermano suyo murió en combate como coronel, otro murió en cautiverio como teniente coronel, otro sobrevivió la guerra como coronel y otro murió desterrado como capellán.

### Matrimonio y descendencia

El expresidente Bolívar era su padrino de bodas y el tío de su esposa.

El 15 de octubre de 1825, Pedro Briceño contrajo matrimonio en Caracas con Benigna Palacios Bolívar, sobrina del Libertador, Simón Bolívar Palacios. Fueron los padrinos de la boda, el militar y amigo de Bolívar José Antonio Páez, y Juana Bolívar Palacios, hermana de Simón y tía de la novia. Con Beningna, Pedro tuvo a sus hijos Juana Clara, Simón, Pedro Pablo, Guillermo y José Briceño Palacios.
Antes de su matrimonio con Beninga Palacios, Bolívar le dedicó esta carta a Briceñoː

Mi querido Briceño:

Con mucho gusto he recibido la carta que usted de principios de abril, sobre todo me ha llenado de un placer indecible la idea de Ud. de irse a casar en Caracas. Sea Ud. mi sobrino para que adquiera nuevos títulos a mi amor. Ningún potentado de la tierra sería capaz de rivalizar a Ud. en mi corazón por este parentesco. Yo me glorío de llamarme tío del más digno de mis sobrinos. Vea Ud. lo que necesita y lo que pueda gastar en su enlace, que yo lo mandaré pagar con mis apoderados. Tendré que pasar por el dolor de girar contra el tesoro público, porque actualmente no tengo un peso de que disponer. ¿Creerá Ud. que yo doy más de vente mil pesos al año?.
En este mismo correo giro diez mil a favor de dos personas a quienes debo servir. En fin, esto lo digo en escusa porque no libro a Ud. una suma cualquiera para su boda. Podía Ud. decirle a Santander (como cosa propia) que le mandara entregar a Ud. una suma moderada, que se conceptuase pudiera deberme a mi el estado, para que la conservase Ud. en depósito y a mi disposición, con la mira de impedirme el recurso de denegarme a recibirla. Esta medida es delicada y puede ser a Ud. muy útil. Yo le ruego a Ud. que la acepte y entonces tendrá con que hacer sus gastos. Este es el único recurso que me queda por ahora.
Hablando de otra cosa: deseo a Ud. buen éxito con los agentes británicos. El negocio debe ser espinoso y difícil; los contrarios, hábiles negociadores; nosotros, débiles y bisoños. Prepárese Ud., pues, a oír grandes críticas; pero si Uds., han obrado bien, nada importa. El año que viene me iré para allá llevando un magnífico ejército. Entonces nos veremos, trataremos de nuestros asuntos privados y del bien de nuestra patria. Doy a Ud., la en hora buena por su reposo y por la libertad en que ha quedado de vivir en sosiego y placer. Deseo el restablecimiento de la salud y mande a su afectísimo, amigo que lo ama.
Bolívar
P.D.

Si Ud. realiza su matrimonio, quédese en Caracas hasta que nos veamos.
Simón Bolívar

En segundas nucpias estuvo unido con Ana María Acosta, con quien tuvo a sus hijos Justo y Sofía Briceño Acosta.

## Condecoraciones y medallas
- Escudo de la batalla de Araure (1813).
- Estrella de la orden de Libertadores de Venezuela (1813).
- Escudo de San Mateo (1814).
- Escudo de la Primera Batalla de Carabobo (1814).
- Escudo de la acción de la batalla de Los Alacranes (1816).
- Escudo de la retirada de Ocumare (1816).
- Escudo de la acción de Quebrada Honda (1816).
- Escudo de la batalla de El Juncal (1816).
- Escudo de la expugnación de Angostura (1817).
- Escudo de la batalla de San Félix (1817).
- Cruz de Boyacá (1819).
- Medalla de Libertadores de Cundinamarca, otorgada por el Congreso de Angostura (1820).
- Escudo de la batalla de Carabobo (24 de junio de 1821).
- Busto del Libertador, otorgado por el Gobierno del Perú (1826).